# Luigi Antonio Sabbatini
Luigi Antonio Sabbatini (* 1732 in Albano Laziale; † 29. Januar 1809 in Padua) war ein italienischer Komponist und Musiktheoretiker. Er studierte Musik in Bologna im Kloster der Franziskaner unter Pater Giovanni Baptista Martini. 1789 veröffentlichte er ein Lehrbuch über die die theoretischen Elemente der Musik in drei Bänden sowie im Jahre 1802 eine Abhandlung über Fugen. Er wirkte auch bei dem Thema des Nutzens von numerischen Signaturen der musikalischen Harmonie mit.

## Werke
- L. A.Sabbatini: Trattato Sopra le Fughe Musicali. Venezia, 1802, Band 1, Band 2, Band 3
- L. A.Sabbatini: Elementi Teorici della Musica. Roma, 1789–1790, Digitalisat
- L. A.Sabbatini: La Vera Idea degli Musicali Numeriche Signature, Diretta al Giovane Studioso, Digitalisat

| Personendaten    | Personendaten                                |
| ---------------- | -------------------------------------------- |
| NAME             | Sabbatini, Luigi Antonio                     |
| KURZBESCHREIBUNG | italienischer Komponist und Musiktheoretiker |
| GEBURTSDATUM     | 1732                                         |
| GEBURTSORT       | Albano Laziale                               |
| STERBEDATUM      | 29. Januar 1809                              |
| STERBEORT        | Padua                                        |